# ویلند (کنتاکی)
ویلند (به انگلیسی: Wayland) شهری در ایالت کنتاکی کشور ایالات متحده آمریکا است که جمعیت آن در سرشماری سال ۲۰۱۰ میلادی، ۴۲۶ نفر بوده‌است.